# Mosaïque (génétique)
Pour les articles homonymes, voir Mosaïque (homonymie).

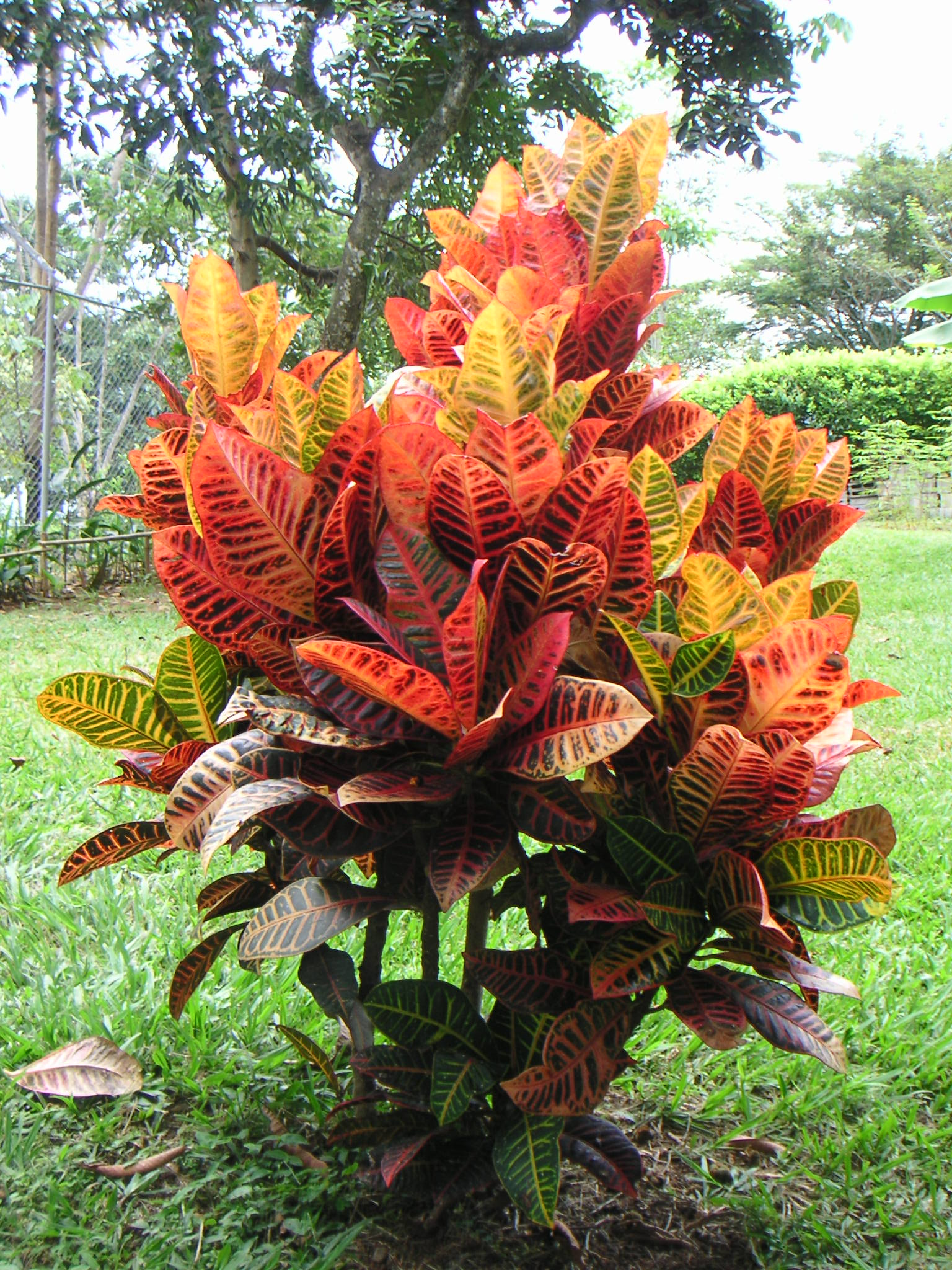
Le Croton, exemple de mosaïcisme chromosomique qui s'exprime au niveau de la variégation de la couleur de ses feuilles.

La mosaïque, appelée aussi le mosaïcisme, correspond à la coexistence, chez un même individu, de deux ou plusieurs populations cellulaires de génotypes différents (caryotypes différents dans le cas du mosaïcisme chromosomique), toutes dérivées d'un même œuf fécondé. Dans le cas de maladie génétique, un individu peut avoir à la fois des cellules saines et des cellules présentant une anomalie génétique. L'origine se trouve dans les premiers stades du développement, lorsque l'embryon n'est constitué que de cellules souches non différenciées, qui vont progressivement se diviser et proliférer en cellules différenciées spécifiques. Certaines cellules peuvent être saines et donner naissance à une lignée de cellules saines, d'autres peuvent présenter une anomalie et générer une lignée de cellules anormales.
Georges Chapouthier, en étudiant la complexité des organismes vivants, a montré l’utilité épistémologique du concept de gènes « en mosaïque » qu'il définit non pas à partir de génotypes différents mais comme gènes composés de parties fonctionnelles appelées exons et de parties « silencieuses » appelées introns.

## Origines possibles du phénomène
Le caractère mosaïque peut résulter de causes naturelles (mutations spontanées, dérive génétique) ou artificielles (manipulations génétiques, rayonnements, mutagénèse chimique).
Il y a plusieurs origines possibles d'une telle différence :
- instabilité chromosomique due à l'activité de transposons
- mutations de plastides, mutations nucléaires
- altération du nombre de chromosomes (polyploïdie)
- recombinaisons mitotiques (en)
- chimère de greffe (en)
- inactivation du chromosome X chez les mammifères.

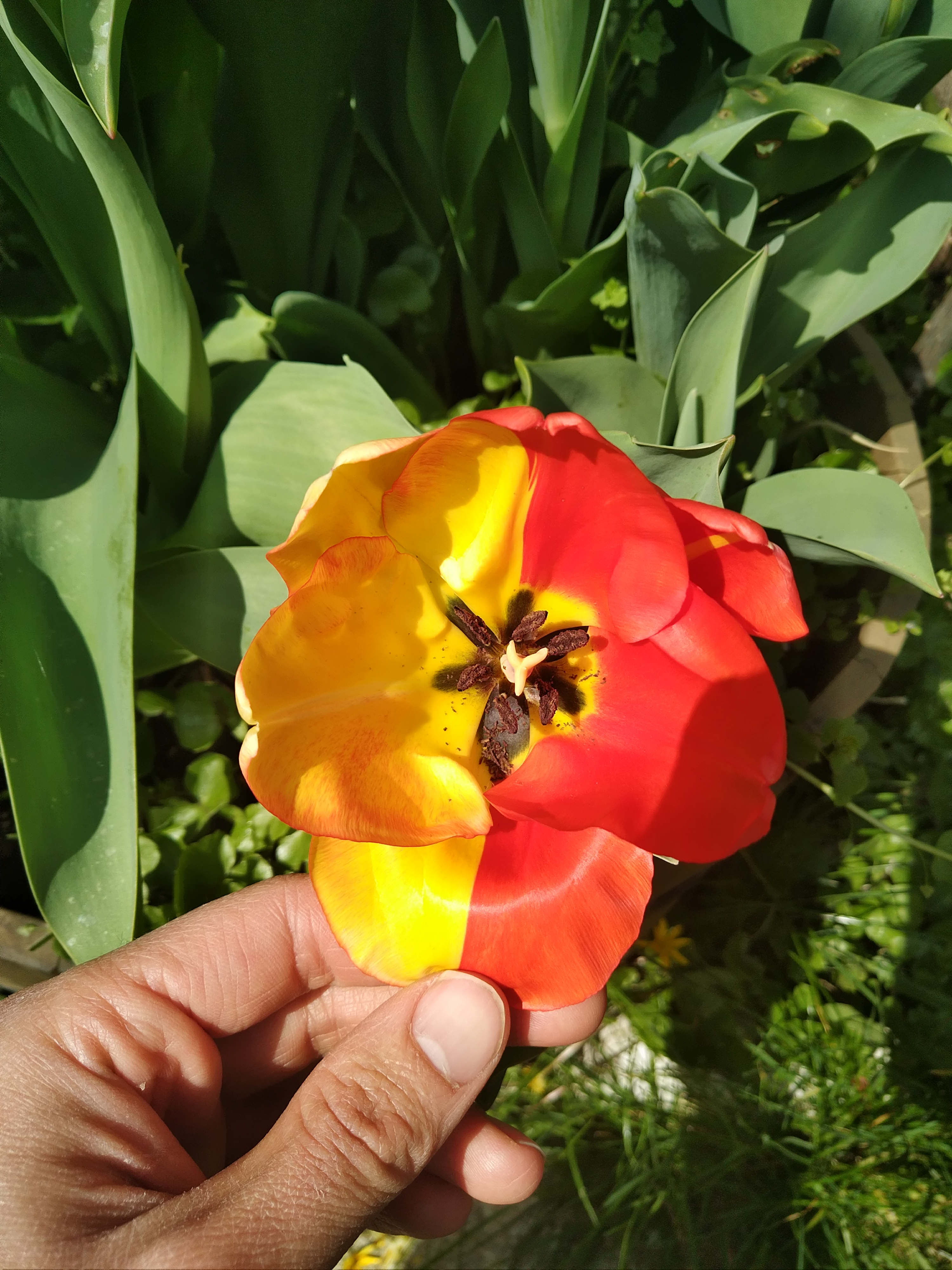
Tulipe présentant un mosaïcisme symétrique.

« En général le terme « mosaïque » est utilisé si [l'organisme] provient d'un simple zygote, et chimère s'il provient d'un certain mélange expérimental ou naturel de cellules de différents zygotes ». En biologie végétale, une « plante chimère est un type particulier de mosaïque génétique dans lequel le caractère mosaïque est présent et persiste dans le méristème apical caulinaire et la lignée de cellules apicales génétiquement différentes continue à se développer dans les organes végétaux ».

## Conséquences possibles
Ce phénomène pourrait peut-être expliquer l'apparition (rares), chez certains malades, de motifs corporels le long des lignes de Blaschko (quand certaines cellules ou groupes de cellules spécifiques réagissent différemment des autres cellules en raison d'anomalies chromosomiques, ces motifs pouvant apparaître sur la peau, avec parfois des modifications morphologiques sous-jacentes). Pour tester cette hypothèse, les chercheurs essayent de trouver d'autres anomalies chromosomiques et embryologique associées à l'apparition des lignes de Blaschko pour mieux comprendre l'origine du phénomène.
Dans le cas d'une maladie génétique, le degré de mosaïcisme va influencer sur l'intensité et la sévérité des symptômes associés.
Le caractère mosaïque des arbres est connu empiriquement des horticulteurs qui sélectionnent leurs mutations présentant un caractère qualitatif ou quantitatif qui attire l'attention. Ainsi le brugnon est né de la branche mutante d'un pêcher. Des études de séquençage de l'ADN à haut débit, utilisé en génétique forestière, montrent que le chêne, symbole de robustesse et de longévité, accumule des mutations somatiques au cours de sa croissance (elles se traduisent au niveau des branches d'âge différent qui développent chacune leur propre génome), mutations qui peuvent être transmises à la descendance et jouent probablement un rôle dans l'adaptation de cet arbre aux stress biotiques et abiotiques.